# Mistyka benedyktyńska
Mistyka benedyktyńska – mistyka chrześcijańska, oparta na informacjach z życia Benedykta z Nursji oraz ułożonej przez niego Regule zakonnej. Źródłem informacji o życiu Benedykta są Dialogi Grzegorza Wielkiego, w których mówi o drodze Benedykta do Boga, o jego powołaniu, nawróceniu w obliczy pokusy, aż po łaskę osiągnięcia najwyższego stopnia kontemplacji, co stanowi kamień węgielny mistyki benedyktyńskiej.

## Życie św. Benedykta
Św. Benedykt na początku swego życia duchowego wycofał się na trzy lata do groty, powtórnie uczynił to wówczas, kiedy doznał pierwszych niepowodzeń jako opat. Reakcja Benedykta ma charakter ma charakter kontemplacyjno-mistyczny, ponieważ tylko przed Bogiem i z Jego pomocą pragnie oczyścić swoją duszę, trwać przed Nim i znaleźć do Niego drogę. Stanąwszy wobec pokusy zabójstwa i zepsucia, wybrał ponownie życie dyskretne, polegające na otwarciu się jedynie na Boga. Jak wielu mistyków, Benedykta również dręczyły pokusy szatańskie i jak niemal wszyscy mistycy (z wyjątkiem Eckharta), dostąpił widzeń. Widział m.in. duszę swojej siostry Scholastyki, wzlatującą pod postacią gołębicy do nieba, oraz wszechświat, skupiony w jednym, przedziwnym promieniu słońca, aniołów, którzy niosą do nieba duszę biskupa German z Capui. W swoich Dialogach Grzegorz Wielki dodaje, że dusza wizjonera również została wzięta do nieba.

## Reguła benedyktyńska
Oprócz życia Benedykta podstawę mistyki benedyktyńskiej stanowi jego Reguła, zredagowana przez Benedykta ok. roku 540. Według Reguły należy wyrzekać się samego siebie, by iść za Chrystusem, na pierwszym miejscy winna być miłość do Chrystusa i uwielbienie Boga. Chrystus przyjął grzesznego człowieka, za co winni jesteśmy Jemu całkowite oddanie. Najpełniejszy wyraz uzyskuje to w bezgranicznym posłuszeństwie i najwyższym stopniu pokory.

## Charakterystyczne rysy mistyki benedyktyńskiej
Charakterystyczną cechą mistyki benedyktyńskiej jest związek pokornego posłuszeństwa z wielbieniem Boga. Rozumienie pokory i posłuszeństwa pogłębił Bernard z Clairvaux. Pokora, której najwyższym stopniem jest posłuszeństwo, polega na powstrzymywaniu się od grzechu samowoli, by w ten sposób naśladować posłuszeństwo Chrystusa. Wyraźnie widać to u Gertrudy Wielkiej.
Inną charakterystyczną cechą mistyki benedyktyńskiej jest zakotwiczenie w Piśmie Świętym. Ze wstępu do Reguły wynika, iż Biblia jest dla Benedykta podstawą życia duchowego. Reguła zawiera także szczegółowe wskazówki na temat tego jak i kiedy odmawiać bądź śpiewać psalmy

## Podsumowanie
Pod wpływem mistyki benedyktyńskiej pozostają teksty takich mistyków jak: Hildegarda z Bingen, Gertruda Wielka czy Mechtylda z Hackeborn. Jak każda inna mistyka, mistyka benedyktyńska jest szukaniem Boga, ale zgodnie z zasadami pokory i posłuszeństwa, a także z poszanowaniem godności człowieka jako obrazu Boga.